# Harle (Wabern)
Harle ist ein Ortsteil der Gemeinde Wabern im nordhessischen Schwalm-Eder-Kreis. Das Dorf liegt östlich von Wabern an der Schwalm. Nordwestlich des Ortes verläuft die Bundesstraße 253.

## Geschichte
Die älteste bekannte urkundliche Erwähnung erfolgte im Jahr 1196 als Harleve in einem Verzeichnis des Klosters Hardehausen. 1253 wird der Ort in einem Güterverzeichnis des Klosters Breitenau als Harlon erwähnt. 1266 wird von einem Güterstreit der adligen Herren Hund mit dem Kloster Haina berichtet. 1336 bekennt ein Eberhard Rabodonis, dass er Güter in Harle von dem Konvent des Klosters Breitenau auf Lebenszeit erhalten habe. Ab 1358 war Harle landgräfliches Dorf. 1404 wird der Ort Horlan genannt. Dominierende Grundbesitzer im Ort waren die Herren von Falkenberg. 1555 wird der Ort in einem Salbuch des Amtes Felsberg als Harle erwähnt.
Bereits seit 1657 sind Lehrer im Dorf nachgewiesen, und die erste Schule wurde 1728 erbaut; sie dient noch heute als Wohnhaus. Eine neue Schule wurde 1892 gebaut und bis zur Einstellung des Schulbetriebs im Dorf am 1. August 1970 als solche genutzt; das Haus wird inzwischen von der Kirchengemeinde genutzt.
1910 erhielt Harle eine Wasserleitung und 1919 elektrischen Strom. Österreichische Pioniere begradigten 1937 die Schwalm und bauten eine Holzbrücke über den Fluss.
Mary und Carl Achenbach kamen seit den 1920er Jahren zur künstlerischen Arbeit oftmals nach Harle.
Zum 1. Januar 1974 wurde der bis dahin selbständige Gemeinde Harle im Zuge der Gebietsreform in Hessen kraft Landesgesetz in die Gemeinde Wabern eingegliedert. Gleichzeitig kam das Dorf vom nun aufgelösten Landkreis Melsungen in den neugebildeten Schwalm-Eder-Kreis. Für Harle, wie für die übrigen durch die Gebietsreform eingegliederten Gemeinden, sowie die Kerngemeinde Wabern, wurde je ein Ortsbezirk mit Ortsbeirat und Ortsvorsteher nach der Hessischen Gemeindeordnung eingerichtet.

## Bevölkerung
Einwohnerstruktur 2011
Nach den Erhebungen des Zensus 2011 lebten am Stichtag, dem 9. Mai 2011, in Harle 747 Einwohner. Darunter waren 18 (2,4 %) Ausländer.
Nach dem Lebensalter waren 135 Einwohner unter 18 Jahren, 276 zwischen 18 und 49, 162 zwischen 50 und 64 und 174 Einwohner waren älter. Die Einwohner lebten in 312 Haushalten. Davon waren 78 Singlehaushalte, 78 Paare ohne Kinder und 117 Paare mit Kindern, sowie 30 Alleinerziehende und 9 Wohngemeinschaften. In 72 Haushalten lebten ausschließlich Senioren und in 186 Haushaltungen lebten keine Senioren.
Einwohnerentwicklung
| Quelle: Historisches Ortslexikon |                |
| • 1577:                          | 65 Hausgesesse |
| • 1747:                          | 77 Hausgesesse |

| Harle: Einwohnerzahlen von 1834 bis 2020 | Harle: Einwohnerzahlen von 1834 bis 2020 | Harle: Einwohnerzahlen von 1834 bis 2020 | Harle: Einwohnerzahlen von 1834 bis 2020 | Harle: Einwohnerzahlen von 1834 bis 2020 |
| --- | ---------------------------------------- | ---------------------------------------- | ---------------------------------------- | ---------------------------------------- |
| Jahr |                                          |                                          |                                          | Einwohner                                |
| 1834 | 1834                                     |                                          | 605                                      | 605                                      |
| 1840 | 1840                                     |                                          | 604                                      | 604                                      |
| 1846 | 1846                                     |                                          | 634                                      | 634                                      |
| 1852 | 1852                                     |                                          | 654                                      | 654                                      |
| 1858 | 1858                                     |                                          | 598                                      | 598                                      |
| 1864 | 1864                                     |                                          | 609                                      | 609                                      |
| 1871 | 1871                                     |                                          | 580                                      | 580                                      |
| 1875 | 1875                                     |                                          | 560                                      | 560                                      |
| 1885 | 1885                                     |                                          | 588                                      | 588                                      |
| 1895 | 1895                                     |                                          | 566                                      | 566                                      |
| 1905 | 1905                                     |                                          | 595                                      | 595                                      |
| 1910 | 1910                                     |                                          | 625                                      | 625                                      |
| 1925 | 1925                                     |                                          | 603                                      | 603                                      |
| 1939 | 1939                                     |                                          | 684                                      | 684                                      |
| 1946 | 1946                                     |                                          | 1.026                                    | 1.026                                    |
| 1950 | 1950                                     |                                          | 983                                      | 983                                      |
| 1956 | 1956                                     |                                          | 841                                      | 841                                      |
| 1961 | 1961                                     |                                          | 792                                      | 792                                      |
| 1967 | 1967                                     |                                          | 786                                      | 786                                      |
| 1980 | 1980                                     |                                          | ?                                        | ?                                        |
| 1990 | 1990                                     |                                          | ?                                        | ?                                        |
| 2000 | 2000                                     |                                          | ?                                        | ?                                        |
| 2006 | 2006                                     |                                          | 770                                      | 770                                      |
| 2011 | 2011                                     |                                          | 747                                      | 747                                      |
| 2015 | 2015                                     |                                          | 727                                      | 727                                      |
| 2020 | 2020                                     |                                          | 581                                      | 581                                      |
| Datenquelle: Historisches Gemeindeverzeichnis für Hessen: Die Bevölkerung der Gemeinden 1834 bis 1967. Wiesbaden: Hessisches Statistisches Landesamt, 1968. Weitere Quellen: LAGIS; Gemeinde Wabern, Zensus 2011 |                                          |                                          |                                          |                                          |

Historische Religionszugehörigkeit
| Quelle: Historisches Ortslexikon |                                                                     |
| • 1885:                          | 588 evangelische (= 100 %) Einwohner                                |
| • 1961:                          | 644 evangelische (= 81,31 %), 148 katholische (= 18,69 %) Einwohner |

## Politik
Für Harle besteht ein Ortsbezirk (Gebiete der ehemaligen Gemeinde Harle) mit Ortsbeirat und Ortsvorsteher nach der Hessischen Gemeindeordnung. Der Ortsbeirat besteht aus fünf Mitgliedern.
Bei den Kommunalwahlen in Hessen 2021 betrug die Wahlbeteiligung zum Ortsbeirat Harle 54,45 %. Alle Kandidaten gehörten der „Bürgerliste Harle“ an. Der Ortsbeirat wählte Peter Schlombs zum Ortsvorsteher.

## Kirche

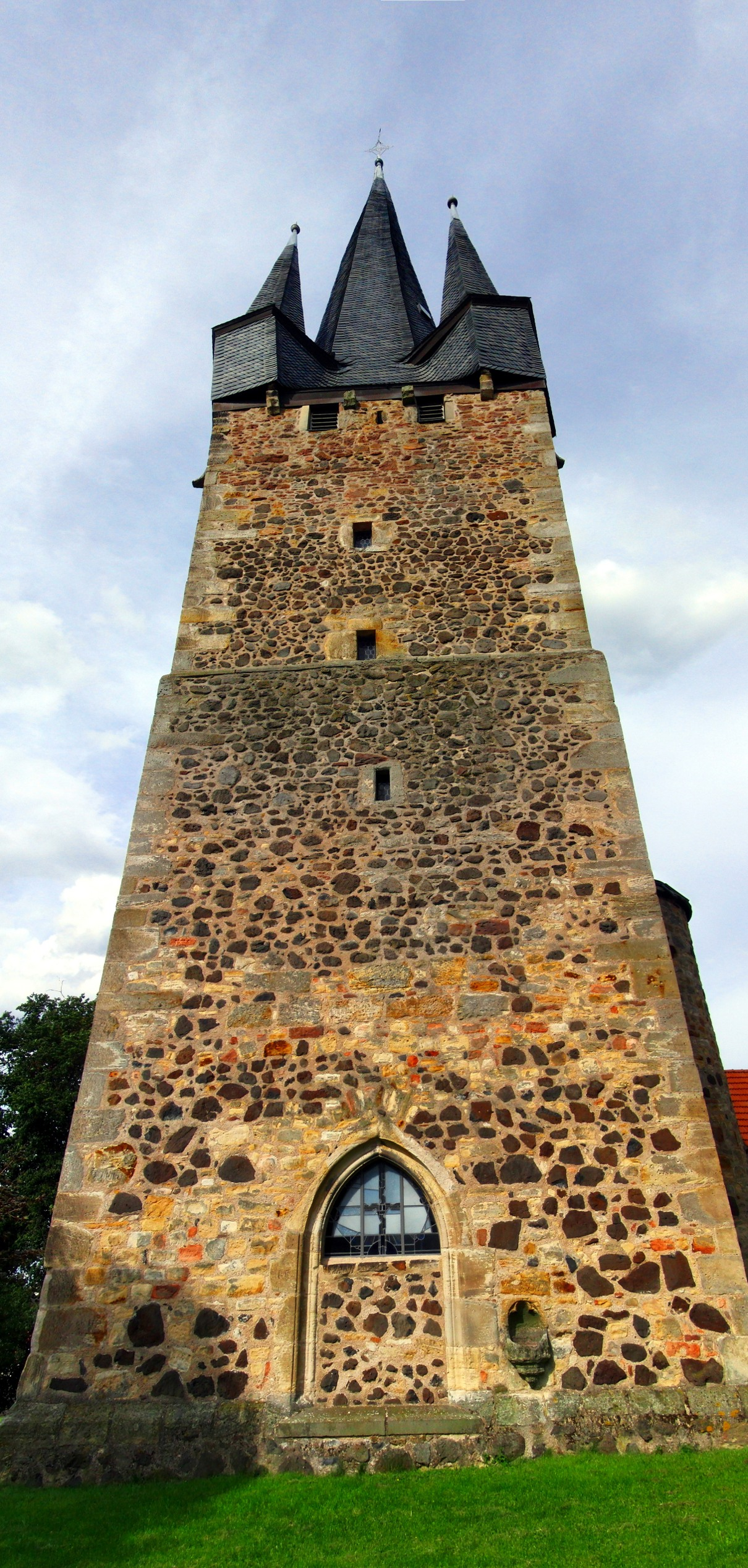
Kirche von Harle

Vermutlich nutzten bereits die Chatten den Basaltfels, auf dem die Harler Kirche erbaut ist, als Kultstätte. Möglicherweise handelt es sich um ein Sonnenheiligtum, das dem germanischen Gott Odin gewidmet war. Die Kirche ist auf den 6 km entfernten Heiligenberg bei Gensungen ausgerichtet. Vom Blickpunkt der Kirche aus gesehen, wandert die Sonne am Tag der Sommersonnenwende am Heiligenberg wie auf einer Rampe hoch.
Der Grundstein für das heutige Kirchenschiff wurde am 5. Juni 1492 (dem Bonifatius-Tag) gelegt, und Bonifatius ist sie auch gewidmet. Allerdings gibt es deutliche Hinweise auf eine Vorgängerkirche an gleicher Stelle, worauf Funde bei Renovierungen schließen lassen. Die Entstehungszeit einer ersten Kirche wird auf 1200–1250 datiert. Ein Pleban wird 1266 in den Registern des Klosters Hasungen erwähnt.
Der 40 Meter hohe Turm könnte um 1388 entstanden sein. Eine Untersuchung alter, im Turm verbauter Hölzer lässt auf diese Entstehungszeit, zumindest auf einen Umbau oder eine Renovierung schließen. Reste einer Wehrmauer, enge Fenster im Turm und der einzige Zugang zum Turm, der sich noch heute in der Kirche befindet, beweisen, dass es sich um eine Wehrkirche handelte.

## Persönlichkeiten
- August Coing (1838–1915), Jurist und Senatspräsident am Berliner Kammergericht